# Jaigaon
Jaigaon (auch Jaygaon, Jaygon oder Jaigon; Bengalisch: জয়গাঁ, Jaẏgā̃) ist eine Stadt im indischen Bundesstaat Westbengalen an der Grenze zum Himalaya-Königreich Bhutan mit etwa 40.000 Einwohnern (Zensus 2011). Jaigaon bildet zusammen mit dem bhutanischen Ort Phuentsholing faktisch eine gemeinsame Stadt am linken Ufer des Flusses Torsa. Jaigaon befindet sich in dem am 25. Juni 2014 aus dem Distrikt Jalpaiguri herausgelösten und neu gegründeten Distrikt Alipurduar.
Von Indien aus ist Jaigaon per Bus vom 160 Kilometer entfernten Shiliguri und ebenso von Darjiling oder Kalimpong auf einer durchgehend befestigten Straße erreichbar. 

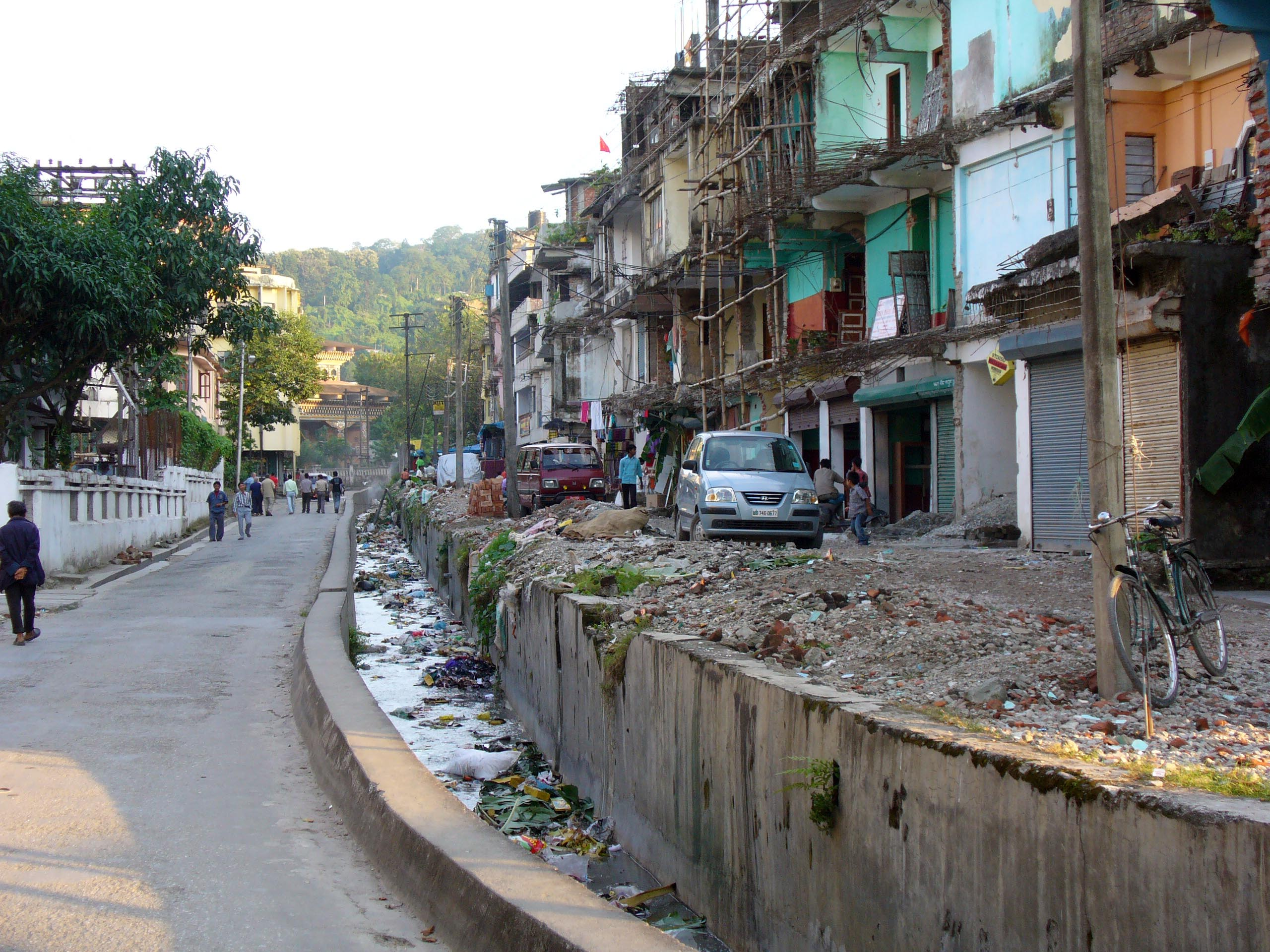
Links: Phuentsholing (Bhutan), rechts: Jaigaon (Indien), in der Mitte im Hintergrund das Grenztor nach Bhutan

Die Grenze zwischen beiden Nachbarländern kann innerhalb des Stadtgebietes von Indern und Bhutanern ohne Grenzformalitäten passiert werden. 
Für nicht-indische Touristen ist der Grenzübergang Jaigaon/Phuentsholing neben dem Flug nach Paro in Bhutan die einzige Möglichkeit, Bhutan zu betreten.

## Demographie
Bei der Volkszählung 2001 betrug die Bevölkerung 38.664 Einwohner. Davon sind 52 % männlich, und 48 % weiblich. 16 % der Einwohner sind jünger als 6 Jahre. Die Alphabetisierungsrate liegt bei 52 % (Männer 59 %, Frauen 43 %), und damit unter der nationalen Rate von 59,5 %.